# 江靖宇
江靖宇（1903年—1971年），名澄，字中靖，男，安徽桐城人，中华人民共和国政治人物，曾任南京市人民委员会副市长，南京市政协副主席。